# Barry Rogers
Barron W. Rogenstein (Nueva York; 22 de mayo de 1935 - 18 de abril de 1991) fue un músico de salsa y un intérprete de trombón de jazz fusión. Rogers también tocaba tres Cubano y Cuatro Puertorriqueño. 
Descendiente de una familia de judíos polacos y criado en el barrio de Spanish Harlem, sintió interés por la música de otros países. Además, la salsa, el mambo y el jazz latino eran muy populares en su barrio. Empezó tocando jazz latino a mediados de la década de 1950 y desde entonces su nombre quedó asociado a este estilo que desarrolló trabajando junto a Eddie Palmieri. Colaboró con grupos de jazz-rock, como Dreams.[cita requerida] Fue conocido con el apodo de el terror de los trombones.
Excelso Trombonista (considerado por muchos el mejor de su época) y tresista que formara parte de Bandas como la orquesta de Tito Rodríguez, La Perfecta de Eddie Palmieri, la Fania All Stars, la-Alegre All-Stars, Conjunto Libre, el Sexteto La Playa, Joe Cotto, Mon Rivera, Jimmy Sabater, la Tico All Stars y Bobby Valentín.[cita requerida]
El 18 de abril de 1991 fue hallado sin vida en su apartamento en NY víctima de un aparente ataque cardíaco. 
- Datos: Q4864682